# Евијан ле Бен
Евијан ле Бен (фр. Evian-les-Bains) насеље је и општина у Француској у региону Рона-Алпи, у департману Горња Савоја. Место се налази на обали Женевског језера.
По подацима из 2011. године у општини је живело 8408 становника, а густина насељености је износила 1955,35 становника/km².

## Демографија
| 1962. | 1968. | 1975. | 1982. | 1990. | 2011. |
| ----- | ----- | ----- | ----- | ----- | ----- |
| 5.150 | 5.863 | 6.026 | 6.018 | 6.895 | 8.408 |